# Silnice III/35726
Silnice III/35726 je silnice III. třídy v okrese Žďár nad Sázavou, kde spojuje Jimramov se Sněžným.

## Vedení trasy
V Jimramově se silnice odděluje nedaleko náměstí Jana Karafiáta od silnice II/357 a ulicí U Fryšávky vede ven z městysu. Během své trasy téměř kopíruje Fryšávku, kterou i několikrát pomocí mostů překračuje – poprvé už v Jimramově prostřednictvím tzv. nového mostu u Sola. Další dvojice přemostění řeky následuje v oblasti zv. Smrčiny a následně vstupuje do Nového Jimramova. Tady se nachází turisty a především lyžaři vyhledávaný Ski Areál Jimramov. Za Novým Jimramovem, znovu překračuje Fryšávku, následně se stáčí doprava, obchází vrch Štarkov se zříceninou hradu Skály (označovanou po vrchu také jako Štarkov) a vede na Jimramovské Paseky. Asi tak po 2/3 cesty míří vpravo odbočka na Javorek, která za ním ústí na silnici II/353.
Za Pasekami, nedaleko autobusové zastávky Líšná, horní, znovu přemosťuje Fryšávku, stáčí se na Líšnou, kterou prochází a pokračuje přes její část Dolní Líšná. Prochází pouze okrajem osady, přičemž se stáčí prudce vpravo a proti proudu Fryšávky míří směrem Vříšť. Zde přechází přes Sněženský potok, jeden z přítoků Fryšávky, a také zde tvoří serpentiny. U autobusové zastávky Sněžné, Vříšť, rozc. se napojuje na silnici II/354 a svoji trasu tak končí.

## Historie

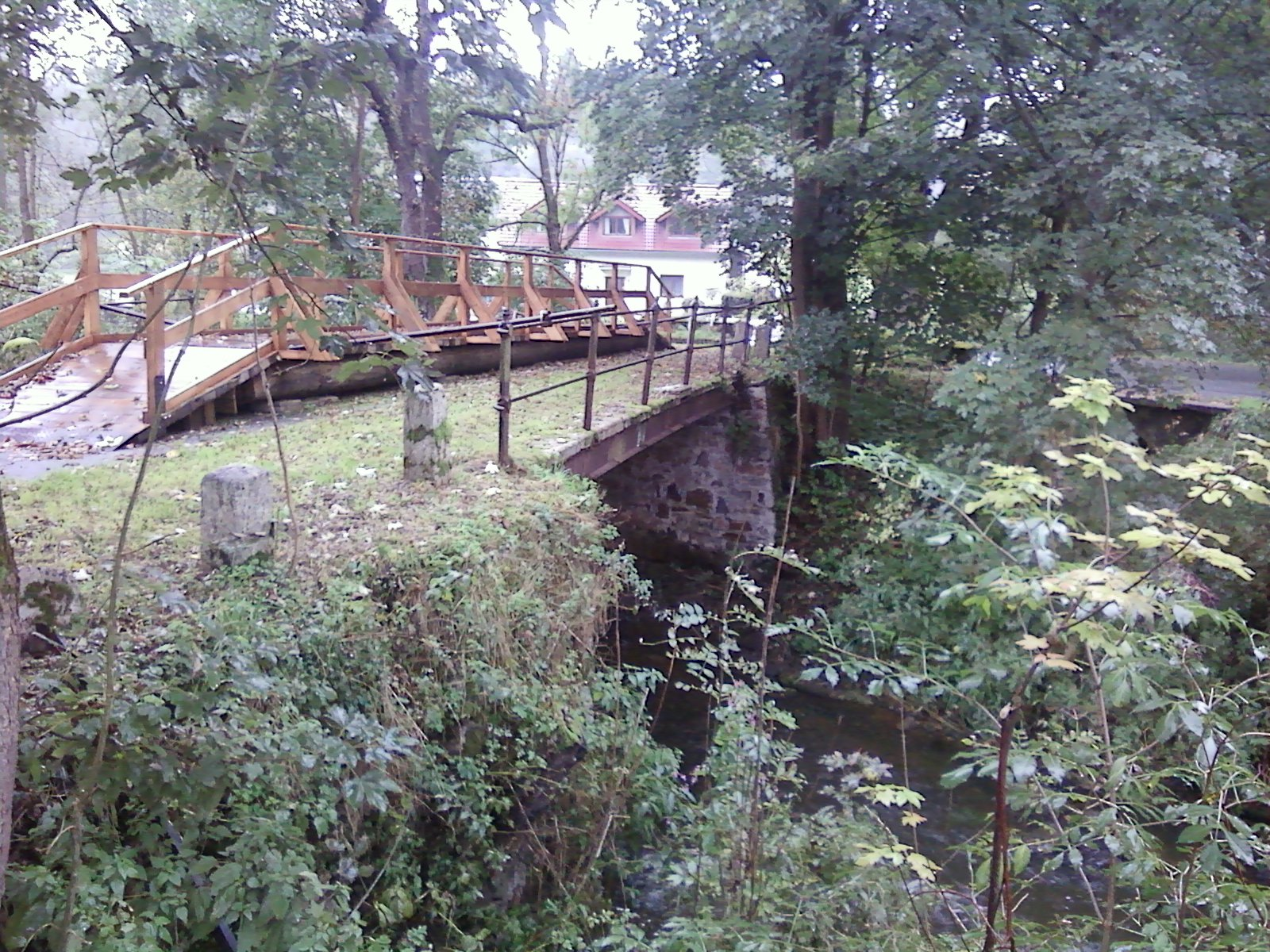
Starý most u Sola, po kterém byla silnice do svého přeložení vedena

V Jimramově silnice původně po oddělení vedla Panskou ulicí, kde procházela velice úzkým místem mezi bývalým pivovarem a dnes již zbořeným Zámeckým mlýnem. Za touto částí se stáčela doprava a nad fotbalovým hřištěm a okolo Horního mlýna pokračovala pryč. Fryšávku překonávala po dnes již silně zchátralém a pro dopravu uzavřeném starém mostě u Sola. K přeložení silnice do současné podoby došlo v letech 1955–1956.